# Pseudicius siticulosus
Pseudicius siticulosus is een spinnensoort in de taxonomische indeling van de springspinnen (Salticidae).
Het dier behoort tot het geslacht Pseudicius. De wetenschappelijke naam van de soort werd voor het eerst geldig gepubliceerd in 1909 door Elizabeth Maria Gifford Peckham & George William Peckham.